# Idaea algeriaca
Idaea algeriaca là một loài bướm đêm trong họ Geometridae.